# Nuno Santos (football, 1999)
Pour les articles homonymes, voir Nuno Santos et Santos (homonymie).
Nuno Santos , né le 2 mars 1999 à Porto, est un footballeur portugais jouant au poste de milieu de terrain au Vitoria Guimarães.

## Biographie

### En club
Avec les moins de 19 ans du Benfica Lisbonne, il inscrit en septembre 2017 un doublé en UEFA Youth League, contre l'équipe du CSKA Moscou.
Après divers prêts au fil des saisons, Nuno Santos est transféré au Charlotte FC, formation de Major League Soccer, le 4 août 2022 où il signe un contrat de deux ans. Cependant, il peine à s'imposer dans l'effectif de la franchise qui connait sa saison inaugurale en 2022 et retourne au Portugal le 19 juillet 2023, prenant la direction du Vitoria Guimarães.

### En sélection
Avec les moins de 19 ans, il participe au championnat d'Europe des moins de 19 ans en 2018. Lors de cette compétition, il joue trois matchs. Le Portugal remporte le tournoi en battant l'Italie en finale après prolongation.

## Palmarès
- Vainqueur du championnat d'Europe des moins de 19 ans en 2018 avec l'équipe du Portugal des moins de 19 ans